# Copa Panamericana de Voleibol Femenino Sub-23 de 2024
La Copa Panamericana de Voleibol Femenino Sub-23 de 2024 será la VII edición del torneo que reunirá a selecciones femeninas de voleibol categoría sub-23 de la Confederación de Norteamérica, Centroamérica y el Caribe de Voleibol (NORCECA) y de la Confederación Sudamericana de Voleibol (CSV). Se llevará a cabo del 1 al 9 de septiembre de 2024 en la ciudad de Veracruz, México.
La selección de la República Dominicana ganó todas las ediciones del torneo desde su creación en 2012. El torneo otorgó dos plazas a los Juegos Panamericanos Junior 2025 para los equipos correspondientes a NORCECA mejor ubicados.

## Equipos participantes
Participarán ocho equipos, todos correspondientes al ámbito de NORCECA con excepción de Perú y Chile, únicos representantes de la CSV.
| Grupo A              | Grupo B   |
| -------------------- | --------- |
| República Dominicana | Perú      |
| Cuba                 | Surinam   |
| Costa Rica           | México    |
| Chile                | Nicaragua |

## Modo de disputa
Los equipos se dividieron en dos grupos donde se enfrentaron en un sistema de todos contra todos. Los primeros de cada grupo avanzaron directo a la semifinal, mientras que los que terminaron en segundo y tercer lugar se enfrentaron en cuartos de final. Los cuartos lugares disputaron una ronda de clasificación por las posiciones 5.º al 8.º.
Durante la fase de grupos la organización dispuso que los partidos ganados por 3–0 otorgasen 5 puntos al ganador, 0 puntos al perdedor y aquellos ganados por 3–1 diesen 4 puntos al ganador y 1 punto al perdedor. Los partidos ganados 3–2, por su parte, otorgaron 3 puntos al ganador y 2 puntos al perdedor.

## Resultados
Los resultados son obtenidos de la página de la Federación Internacional de Voleibol 

### Grupo A
Todos los horarios están expresados en hora local, UTC-06:00
|     |                      | Partidos | Partidos | Partidos |     | Sets | Sets | Sets  | Puntos | Puntos | Puntos | Clasificación    |
| Pos | Equipo               | PJ       | PG       | PP       | Pts | SG   | SP   | Ratio | PG     | PP     | Ratio  | Clasificación    |
| --- | -------------------- | -------- | -------- | -------- | --- | ---- | ---- | ----- | ------ | ------ | ------ | ---------------- |
| 1.º | República Dominicana | 3        | 3        | 0        | 12  | 9    | 1    | 9.000 | 246    | 184    | 1.336  | Semifinales      |
| 2.º | Cuba                 | 3        | 2        | 1        | 9   | 6    | 4    | 1.500 | 235    | 211    | 1.113  | Cuartos de final |
| 3.º | Chile                | 3        | 1        | 2        | 7   | 5    | 6    | 0.833 | 230    | 257    | 0.894  | Cuartos de final |
| 4.º | Costa Rica           | 3        | 0        | 3        | 0   | 0    | 9    | 0.000 | 166    | 225    | 0.737  |                  |

| 3 de septiembre, 14:00 | República Dominicana | 3-0                             | Costa Rica | Velódromo Internacional Xalapa, Veracruz, México |  |
|                        |                      | ( 25/18, 25/16, 25/17 ) Reporte |            |                                                  |  |

| 3 de septiembre, 18:00 | Cuba | 3-1                                    | Chile | Velódromo Internacional Xalapa, Veracruz, México |  |
|                        |      | ( 19/25, 25/23, 27/25, 25/13 ) Reporte |       |                                                  |  |

| 4 de septiembre, 14:00 | Costa Rica | 0-3                             | Cuba | Velódromo Internacional Xalapa, Veracruz, México |  |
|                        |            | ( 16/25, 20/25, 14/25 ) Reporte |      |                                                  |  |

| 4 de septiembre, 18:00 | Chile | 1-3                                    | República Dominicana | Velódromo Internacional Xalapa, Veracruz, México |  |
|                        |       | ( 25/21, 11/25, 20/25, 13/25 ) Reporte |                      |                                                  |  |

| 5 de septiembre, 14:00 | Costa Rica | 0-3                             | Chile | Velódromo Internacional Xalapa, Veracruz, México |  |
|                        |            | ( 22/25, 23/25, 20/25 ) Reporte |       |                                                  |  |

| 5 de septiembre, 18:00 | República Dominicana | 3-0     | Cuba | Velódromo Internacional Xalapa, Veracruz, México |  |
|                        |                      | Reporte |      |                                                  |  |

### Grupo B
|     |           | Partidos | Partidos | Partidos |     | Sets | Sets | Sets  | Puntos | Puntos | Puntos | Clasificación    |
| Pos | Equipo    | PJ       | PG       | PP       | Pts | SG   | SP   | Ratio | PG     | PP     | Ratio  | Clasificación    |
| --- | --------- | -------- | -------- | -------- | --- | ---- | ---- | ----- | ------ | ------ | ------ | ---------------- |
| 1.º | México    | 3        | 3        | 0        | 15  | 9    | 0    | MAX   | 225    | 140    | 1.607  | Semifinales      |
| 2.º | Perú      | 3        | 2        | 1        | 9   | 6    | 4    | 1.500 | 234    | 176    | 1.329  | Cuartos de final |
| 3.º | Nicaragua | 3        | 1        | 2        | 6   | 4    | 6    | 0.666 | 188    | 219    | 0.858  | Cuartos de final |
| 4.º | Surinam   | 3        | 0        | 3        | 0   | 0    | 9    | 0.000 | 113    | 225    | 0.502  |                  |

| 3 de septiembre, 16:00 | Perú | 3-1                                    | Nicaragua | Velódromo Internacional Xalapa, Veracruz, México |  |
|                        |      | ( 25/17, 21/25, 25/16, 25/15 ) Reporte |           |                                                  |  |

| 3 de septiembre, 20:00 | México | 3-0                             | Surinam | Velódromo Internacional Xalapa, Veracruz, México |  |
|                        |        | ( 25/13, 25/13, 25/11 ) Reporte |         |                                                  |  |

| 4 de septiembre, 16:00 | Perú | 3-0                            | Surinam | Velódromo Internacional Xalapa, Veracruz, México |  |
|                        |      | ( 25/5, 25/10, 25/13 ) Reporte |         |                                                  |  |

| 4 de septiembre, 20:00 | Nicaragua | 0-3                             | México | Velódromo Internacional Xalapa, Veracruz, México |  |
|                        |           | ( 10/25, 17/25, 13/25 ) Reporte |        |                                                  |  |

| 5 de septiembre, 16:00 | Surinam | 0-3                             | Nicaragua | Velódromo Internacional Xalapa, Veracruz, México |  |
|                        |         | ( 21/25, 12/25, 15/25 ) Reporte |           |                                                  |  |

| 5 de septiembre, 20:00 | México | 3-0                             | Perú | Velódromo Internacional Xalapa, Veracruz, México |  |
|                        |        | ( 25/23, 25/19, 25/21 ) Reporte |      |                                                  |  |

## Clasificación del 5.º al 8.º lugar
|  | Semifinales 5° al 8° | Semifinales 5° al 8° | Semifinales 5° al 8° |      |            | Final por el 5° puesto | Final por el 5° puesto | Final por el 5° puesto |  |
|  |                      |                      |                      |      |            |                        |                        |                        |  |
|  |                      |                      |                      |      |            |                        |                        |                        |  |
|  | Costa Rica           | Costa Rica           | 3                    |      |            |                        |                        |                        |  |
|  | Costa Rica           | Costa Rica           | 3                    |      |            |                        |                        |                        |  |
|  | Nicaragua            | Nicaragua            | 0                    |      |            |                        |                        |                        |  |
|  | Nicaragua            | Nicaragua            | 0                    |      | Costa Rica | Costa Rica             | 0                      |                        |  |
|  |                      |                      |                      |      | Costa Rica | Costa Rica             | 0                      |                        |  |
|  |                      |                      | Perú                 | Perú | 3          |                        |                        |                        |  |
|  | Surinam              | Surinam              | Perú                 | Perú | 3          | 0                      |                        |                        |  |
|  | Surinam              | Surinam              |                      |      |            | 0                      |                        |                        |  |
|  | Perú                 | Perú                 | 3                    |      |            |                        |                        |                        |  |
|  | Perú                 | Perú                 | 3                    |      |            |                        |                        |                        |  |
|  |                      |                      |                      |      |            |                        |                        |                        |  |

### Semifinales 5.º al 8.º puesto
| 7 de septiembre 14:00 | Costa Rica | 3-0                             | Nicaragua | Velódromo Internacional Xalapa, Veracruz, México |  |
|                       |            | ( 25/22, 25/18, 26/24 ) Reporte |           |                                                  |  |

| 7 de septiembre 16:00 | Surinam | 0-3                             | Perú | Velódromo Internacional Xalapa, Veracruz, México |  |
|                       |         | ( 20/25, 14/25, 15/25 ) Reporte |      |                                                  |  |

### Partido por el 7.º puesto
| 8 de septiembre 12:00 | Nicaragua | 3-0                             | Surinam | Velódromo Internacional Xalapa, Veracruz, México |  |
|                       |           | ( 25/12, 25/16, 25/15 ) Reporte |         |                                                  |  |

### Partido por el 5.º puesto
| 8 de septiembre 14:00 | Costa Rica | 0-3                             | Perú | Velódromo Internacional Xalapa, Veracruz, México |  |
|                       |            | ( 15/25, 21/25, 20/25 ) Reporte |      |                                                  |  |

## Cuadro principal
|  | Cuartos de final | Cuartos de final | Cuartos de final |       |    | Semifinales          | Semifinales          | Semifinales          |   |  | Final | Final | Final |  |
|  |                  |                  |                  |       |    |                      |                      |                      |   |  |       |       |       |  |
|  |                  |                  |                  |       |    |                      |                      |                      |   |  |       |       |       |  |
|  | 2A               | Cuba             | 3                |       |    |                      |                      |                      |   |  |       |       |       |  |
|  | 2A               | Cuba             | 3                |       |    |                      |                      |                      |   |  |       |       |       |  |
|  | 3B               | Nicaragua        | 0                |       |    |                      |                      |                      |   |  |       |       |       |  |
|  | 3B               | Nicaragua        | 0                |       | 1B | México               | 2                    |                      |   |  |       |       |       |  |
|  |                  |                  |                  |       | 1B | México               | 2                    |                      |   |  |       |       |       |  |
|  |                  |                  | 2A               | Cuba  | 3  |                      |                      |                      |   |  |       |       |       |  |
|  |                  |                  | 2A               | Cuba  | 3  |                      |                      |                      |   |  |       |       |       |  |
|  |                  |                  |                  |       |    |                      |                      |                      |   |  |       |       |       |  |
|  |                  |                  |                  |       |    |                      |                      |                      |   |  |       |       |       |  |
|  |                  |                  |                  |       |    |                      | República Dominicana | República Dominicana | 1 |  |       |       |       |  |
|  |                  |                  |                  |       |    |                      |                      |                      | 1 |  |       |       |       |  |
|  |                  |                  | Cuba             | Cuba  | 3  |                      |                      |                      |   |  |       |       |       |  |
|  | 2B               | Perú             | Cuba             | Cuba  | 3  | 1                    |                      |                      |   |  |       |       |       |  |
|  | 2B               | Perú             |                  |       |    |                      |                      |                      |   |  |       |       |       |  |
|  | 3A               | Chile            | 3                |       |    |                      |                      |                      |   |  |       |       |       |  |
|  | 3A               | Chile            | 3                |       | 1A | República Dominicana | 3                    |                      |   |  |       |       |       |  |
|  |                  |                  |                  |       | 1A | República Dominicana | 3                    |                      |   |  |       |       |       |  |
|  |                  |                  | 3A               | Chile | 0  |                      |                      |                      |   |  |       |       |       |  |
|  |                  |                  | 3A               | Chile | 0  |                      |                      |                      |   |  |       |       |       |  |
|  |                  |                  |                  |       |    |                      |                      |                      |   |  |       |       |       |  |
|  |                  |                  |                  |       |    |                      |                      |                      |   |  |       |       |       |  |
|  |                  |                  |                  |       |    |                      |                      |                      |   |  |       |       |       |  |
|  |                  |                  |                  |       |    |                      |                      |                      |   |  |       |       |       |  |

### Cuartos de final
| 6 de septiembre 16:00 | Cuba | 3-0                             | Nicaragua | Velódromo Internacional Xalapa, Veracruz, México |  |
|                       |      | ( 25/17, 26/24, 25/16 ) Reporte |           |                                                  |  |

| 6 de septiembre 18:00 | Perú | 1-3                                    | Chile | Velódromo Internacional Xalapa, Veracruz, México |  |
|                       |      | ( 25/21, 18/25, 21/25, 19/25 ) Reporte |       |                                                  |  |

### Semifinales
| 7 de septiembre 18:00 | República Dominicana | 3-0                             | Chile | Velódromo Internacional Xalapa, Veracruz, México |  |
|                       |                      | ( 30/28, 25/21, 29/27 ) Reporte |       |                                                  |  |

| 7 de septiembre 20:00 | México | 2-3                                           | Cuba | Velódromo Internacional Xalapa, Veracruz, México |  |
|                       |        | ( 25/18, 22/25, 19/25, 25/22, 14/16 ) Reporte |      |                                                  |  |

### Partido por el3.erpuesto
| 8 de septiembre 16:00 | Chile | 1-3                                    | México | Velódromo Internacional Xalapa, Veracruz, México |  |
|                       |       | ( 25/20, 23/25, 15/25, 13/25 ) Reporte |        |                                                  |  |

### Final
| 8 de septiembre 18:00 | República Dominicana | 1-3                                    | Cuba | Velódromo Internacional Xalapa, Veracruz, México |  |
|                       |                      | ( 24/26, 25/22, 21/25, 20/25 ) Reporte |      |                                                  |  |